# ゆきぐに信用組合
ゆきぐに信用組合（ゆきぐにしんようくみあい）は、新潟県南魚沼市に本店を置く信用組合。本部（しんくみセンター）を除き、津南町や魚沼市を含めて5つの本支店を展開している。融資だけでなく、地元産品の販路拡大や移住者誘致にも取り組んでいる。
2023年9月19日、営業地区を長野県栄村や小千谷市、十日町市全域にも拡大し、名称を「塩沢信用組合」から「ゆきぐに信用組合」に変更。

## 沿革[6]
- 1953年（昭和28年）
  - 3月5日 - 塩沢信用組合として設立。
  - 4月1日 - 営業開始
- 1967年（昭和42年）12月25日 - 石打出張所開設。
- 1972年（昭和47年）11月5日 - 本店新築。
- 1974年（昭和49年）11月5日 - 石打支店新築。
- 1979年（昭和54年）11月5日 - 五日町出張所開設。
- 1983年（昭和58年）12月5日 - 津南支店開設。
- 1984年（昭和59年）11月5日 - 五日町支店新築。
- 1993年（平成5年）12月13日 - 小出郷支店開設。
- 2005年（平成17年）4月11日 - 本部・本店駅通り店に移転。
- 2006年（平成18年）- 
  - 5月8日 - 新本店新築。
  - 5月29日 - しんくみセンター開設。
- 2011年（平成23年）6月20日 - 金融庁の「健全な消費者金融市場の形成」と「地域密着型金融に関する先進的な取組み」で大臣顕彰を受賞。
- 2015年（平成27年）8月28日 - 株式会社日本政策金融公庫新潟支店及び長岡支店との間で、業務提携・協力に関する覚書を締結[7]。
- 2016年（平成28年）2月15日 - 第一勧業信用組合・糸魚川信用組合との業務連携協定を締結し、特産品（魚沼コシヒカリ、マンゴー、キノコ、日本酒等）を消費地と直接結ぶ販路を拡大[3][8]。
- 2016年（平成28年）11月28日 - 石打支店新築。
- 2023年（令和5年）
  - 9月19日 - 塩沢信用組合からゆきぐに信用組合に改称。定款上の営業エリアを拡大[5]。
  - 12月1日 - 松代郵便局（十日町市）及び平滝郵便局（長野県栄村）に、津南支店管轄の店舗外ATMを設置[9]。

## 営業店舗
| 店舗番号 | 店舗名     | 所在地                                |
| -------- | ---------- | ------------------------------------- |
| 100      | 本部       | 新潟県南魚沼市塩沢1221-4              |
| 101      | 本店       | 新潟県南魚沼市塩沢1198                |
| 102      | 石打支店   | 新潟県南魚沼市関1124-1                |
| 103      | 五日町支店 | 新潟県南魚沼市五日町387-1             |
| 104      | 津南支店   | 新潟県中魚沼郡津南町大字下船渡戊543-3 |
| 105      | 小出郷支店 | 新潟県魚沼市井口新田547-15            |

## ギャラリー

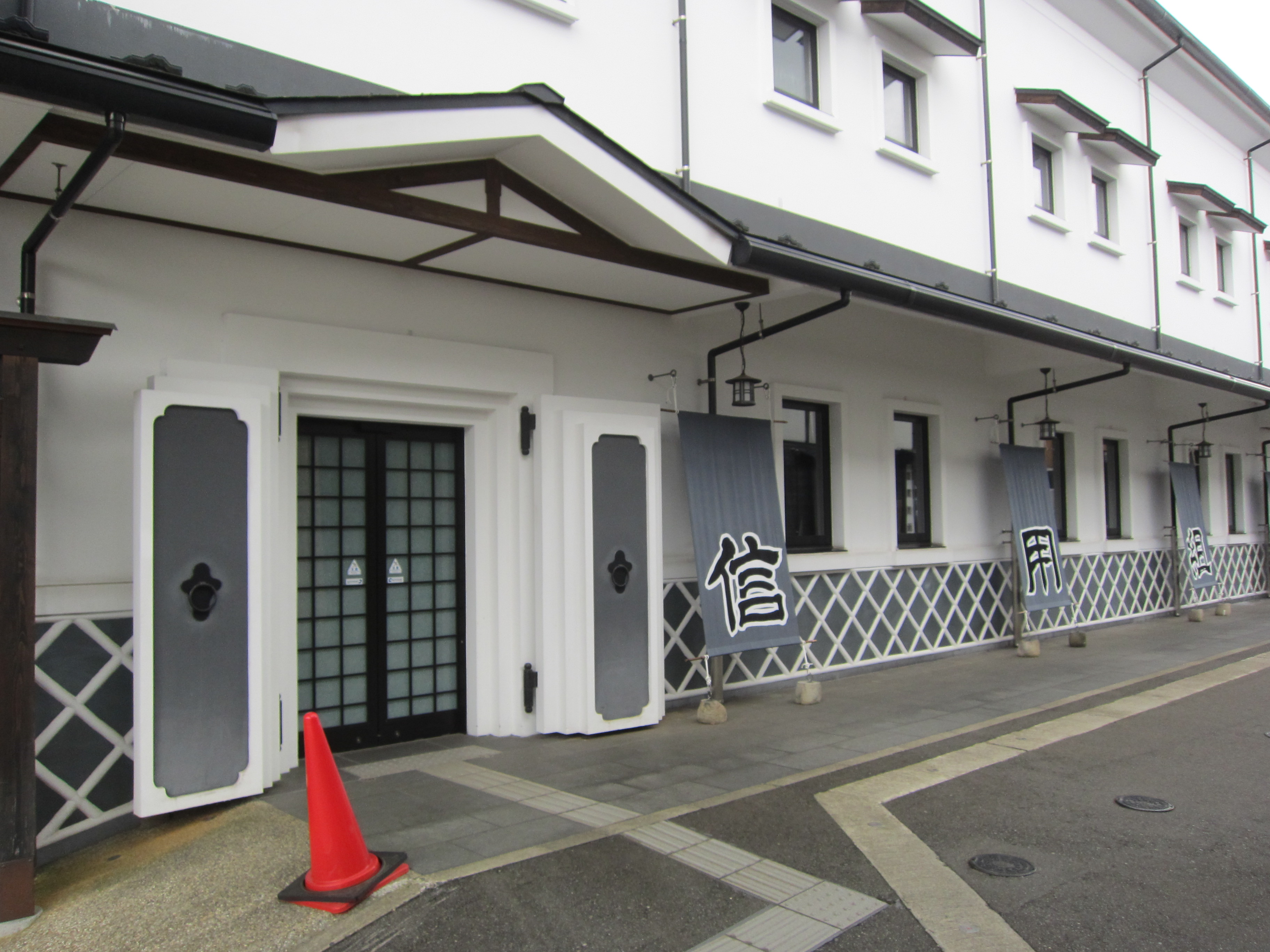
蔵をイメージさせる本店入口
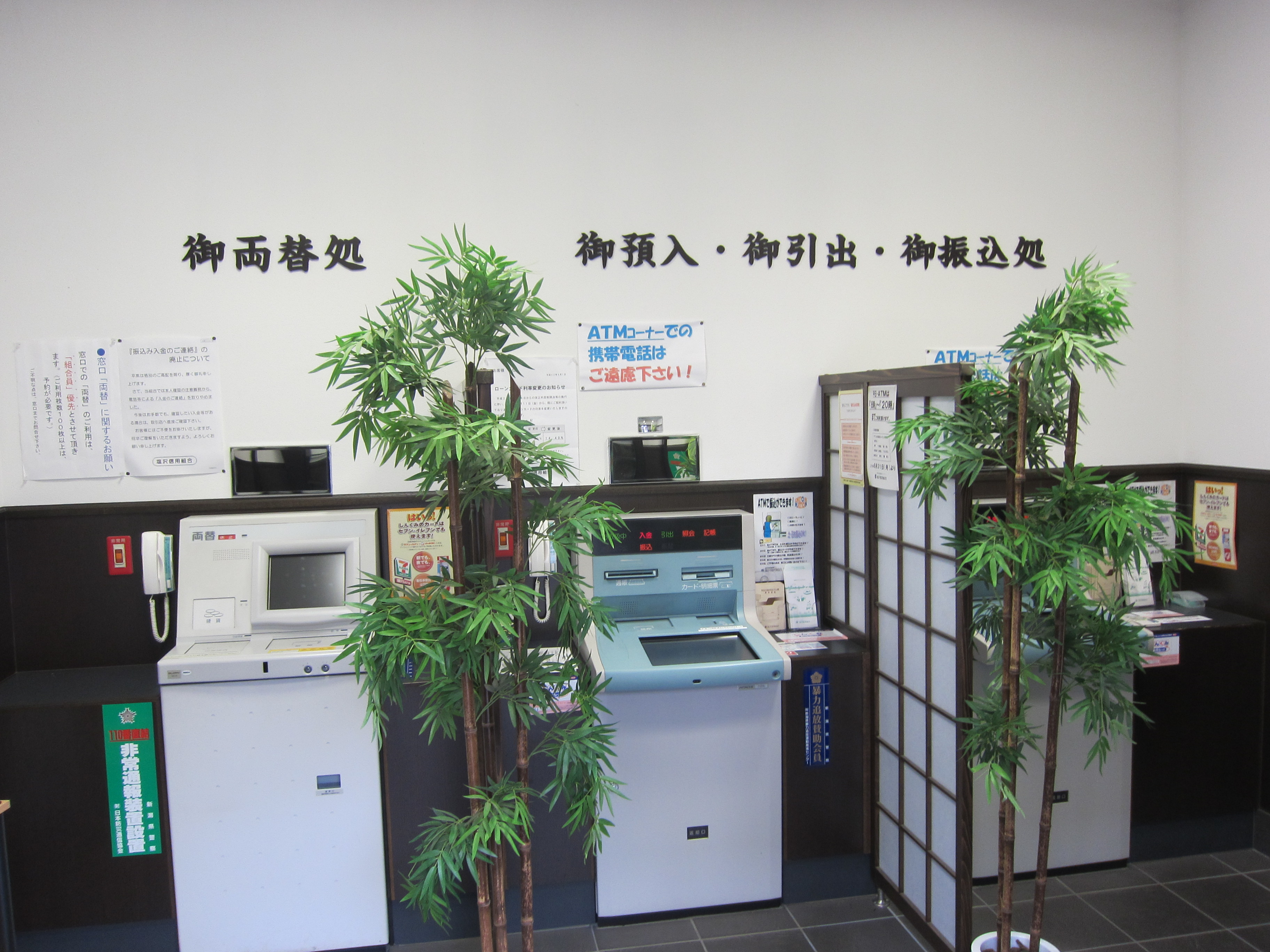
本店のATM案内表示
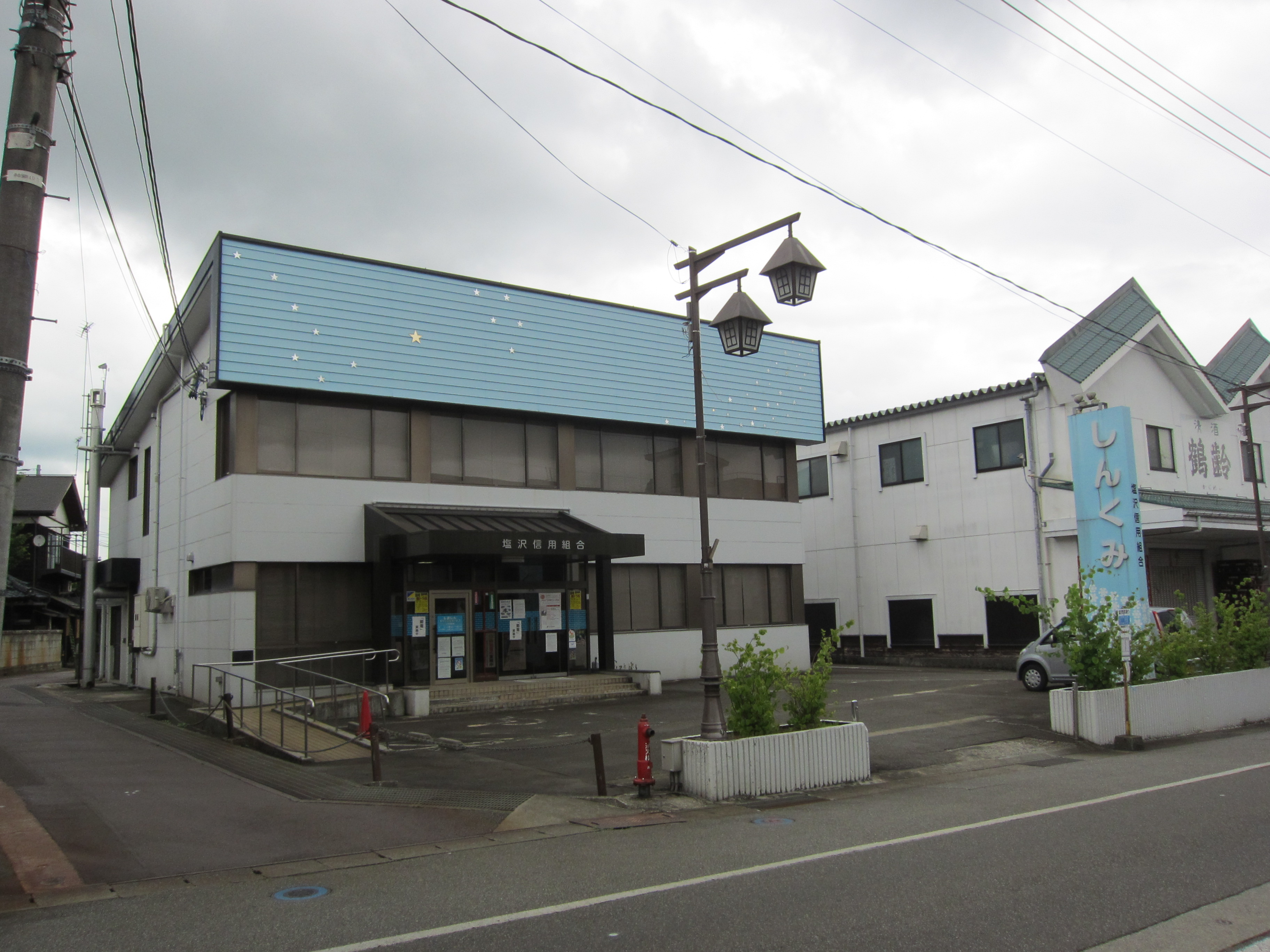
本部外観